# Šen-lung
Šen-lung (čínsky pchin-jinem Shénlóng, znaky zjednodušené 神龙; česky Božský drak), oficiálně pojmenovaný Kche čchung-fu š’-jung š’-jen chang-tchien čchi (čínsky pchin-jinem Kě chóngfù shǐyòng shìyàn hángtiān qì, znaky zjednodušené 可重复使用试验航天器; česky Opakovaně použitelný experimentální kosmický prostředek), je experimentální znovupoužitelný bezpilotní kosmický miniraketoplán čínské konstrukce.
Podle fotografií modelu je mini raketoplán konstrukčně velmi podobný americkému stroji Boeing X-37. 
Označení projektu by mělo být „Projekt 863-706“ a název Šen-lung.

## Historie
Existence projektu vývoje vlastního čínského raketoplánu byla zjištěna po zveřejnění fotografie zmenšeného modelu podvěšeného pod bombardérem H-6 v prosinci 2005. Velmi pravděpodobně šlo o ověření chování stroje při návratu z vesmíru, tedy ověření stroje při klouzavém letu v atmosféře.
Teoreticky by se mělo jednat o stroj schopný pojmout posádku o 6 členech. Vzletová hmotnost by měla být 21,6 tun a délka 8,8 m.
Stroj by měl být schopen absolvovat až 20 misí. V první fázi by měl být vybaven scramjet motorem.
Není známo, jestli stávající raketoplán je hlavním cílem vývojového programu, nebo se jedna o experimentální pod-program pro ověření technologií.
První mise proběhla mezi 4.-6. září 2020 (2 dny). Na druhé misi již raketoplán strávil 276 dnů mezi 4. srpnem 2022 a 8. květnem 2023. Z žádné z uskutečněných misí neexistují fotografie. Zajímavostí je, že druhá mise raketoplánu měla podobnou letovou dráhu jako tehdy probíhající mise OTV-6 amerického X-37B.
Mini raketoplán je vypouštěn nosičem Dlouhý pochod 2F (CZ-2F), raketoplán je umístěn pod zvětšený aerodynamický kryt. Nosič je schopen dopravit na nízkou oběžnou dráhu až 8600 kg nákladu.